# Хонхолой (Мухоршибирский район)
Хонхоло́й (бур. Хонхоло) — село в Мухоршибирском районе Бурятии. Образует сельское поселение «Хонхолойское».

## География
Расположено в 30 км к северо-востоку от районного центра, села Мухоршибирь, в Тугнуйской долине, у северного подножия Заганского хребта, на правом берегу речки Хонхоло (левый приток Тугнуя), при впадении в неё речки Сангурайки. Вдоль северной окраины села проходит федеральная трасса Р258 «Байкал».

## Население
| 2002  | 2010  | 2012  | 2013  | 2014  | 2015  | 2016  |
| ----- | ----- | ----- | ----- | ----- | ----- | ----- |
| 1783  | ↘1590 | ↘1562 | →1562 | ↘1551 | ↘1539 | ↘1535 |
| 2017  | 2018  | 2019  | 2020  | 2021  | 2023  | 2024  |
| ↘1527 | ↘1519 | ↘1500 | →1500 | ↘1386 | ↘1358 | ↗1362 |

## Экономика
СПК (Сельскохозяйственный производственный кооператив) «Колхоз Искра».

## Родились в селе
- Ефим Васильевич Иванов (1918—1989) — Герой Социалистического труда, председатель колхоза «Искра».
- Быстров, Николай Андреевич (1917—1988) ― российский театральный художник, Заслуженный деятель искусств Бурятской АССР[15].